# Schi acrobatic la Jocurile Olimpice de iarnă din 2022
Probele sportive de schi acrobatic la Jocurile Olimpice de iarnă din 2022 s-au desfășurat în perioada 3-19 februarie 2022 la Big Air Shougang aflat în Beijing, China. La aceste jocuri olimpice s-au disputat 13 probe de schi acrobatic.

## Sumar medalii

### Clasament pe țări
| Loc   | Țară                       | Aur | Argint | Bronz | Total |
| ----- | -------------------------- | --- | ------ | ----- | ----- |
| 1     | China                      | 4   | 2      | 0     | 6     |
| 2     | Statele Unite ale Americii | 2   | 4      | 2     | 8     |
| 3     | Elveția                    | 2   | 1      | 1     | 4     |
| 4     | Suedia                     | 2   | 0      | 2     | 4     |
| 5     | Australia                  | 1   | 0      | 0     | 1     |
| 5     | Norvegia                   | 1   | 0      | 0     | 1     |
| 5     | Noua Zeelandă              | 1   | 0      | 0     | 1     |
| 8     | Canada                     | 0   | 3      | 2     | 5     |
| 9     | Belarus                    | 0   | 1      | 0     | 1     |
| 9     | Franța                     | 0   | 1      | 0     | 1     |
| 9     | Ucraina                    | 0   | 1      | 0     | 1     |
| 12    | COR                        | 0   | 0      | 3     | 3     |
| 13    | Estonia                    | 0   | 0      | 1     | 1     |
| 13    | Japonia                    | 0   | 0      | 1     | 1     |
| Total | Total                      | 13  | 13     | 13    | 39    |

## Probe

### Masculin
| Probă sportivă          | Aur                                    | Aur                  | Argint                                       | Argint              | Bronz                                      | Bronz             |
| Sărituri detalii        | Qi Guangpu · China                     | 129,00               | Oleksandr Abramenko · Ucraina                | 116,50              | Ilya Burov COR                             | 114,93            |
| Big air detalii         | Birk Ruud · Norvegia                   | 187,75               | Colby Stevenson · Statele Unite ale Americii | 183,00              | Henrik Harlaut · Suedia                    | 181,00            |
| Schi half-pipe detalii  | Nico Porteous · Noua Zeelandă          | 93,00                | David Wise · Statele Unite ale Americii      | 90,75               | Alex Ferreira · Statele Unite ale Americii | 86,75             |
| Movile detalii          | Walter Wallberg · Suedia               | 83,23                | Mikaël Kingsbury · Canada                    | 82,18               | Ikuma Horishima · Japonia                  | 81,48             |
| Schi slopestyle detalii | Alex Hall · Statele Unite ale Americii | 90,01                | Nick Goepper · Statele Unite ale Americii    | 86,48               | Jesper Tjäder · Suedia                     | 85,35             |
| Schi cross detalii      | Ryan Regez · Elveția                   | Ryan Regez · Elveția | Alex Fiva · Elveția                          | Alex Fiva · Elveția | Sergey Ridzik COR                          | Sergey Ridzik COR |

### Feminin
| Probă sportivă          | Aur                        | Aur                     | Argint                                   | Argint                     | Bronz                                        | Bronz                                        |
| Sărituri detalii        | Xu Mengtao · China         | 108,61                  | Hanna Huskova · Belarus                  | 107,95                     | Megan Nick · Statele Unite ale Americii      | 93,76                                        |
| Big air detalii         | Gu Ailing · China          | 188,25                  | Tess Ledeux · Franța                     | 187,50                     | Mathilde Gremaud · Elveția                   | 182,50                                       |
| Schi half-pipe detalii  | Gu Ailing · China          | 95,25                   | Cassie Sharpe · Canada                   | 90,75                      | Rachael Karker · Canada                      | 87,75                                        |
| Movile detalii          | Jakara Anthony · Australia | 83,09                   | Jaelin Kauf · Statele Unite ale Americii | 80,28                      | Anastasia Smirnova COR                       | 77,72                                        |
| Schi slopestyle detalii | Mathilde Gremaud · Elveția | 86,56                   | Gu Ailing · China                        | 86,23                      | Kelly Sildaru · Estonia                      | 82,06                                        |
| Schi cross detalii      | Sandra Näslund · Suedia    | Sandra Näslund · Suedia | Marielle Thompson · Canada               | Marielle Thompson · Canada | Daniela Maier Germania · Fanny Smith Elveția | Daniela Maier Germania · Fanny Smith Elveția |

### Mixt
| Probă sportivă   | Aur                                                                                    | Aur    | Argint                                         | Argint | Bronz                                                   | Bronz  |
| Sărituri detalii | Statele Unite ale Americii · Ashley Caldwell · Christopher Lillis · Justin Schoenefeld | 338,34 | China · Xu Mengtao · Jia Zongyang · Qi Guangpu | 324,22 | Canada · Marion Thénault · Miha Fontaine · Lewis Irving | 290,98 |